# Theridion subvittatum
Theridion subvittatum är en spindelart som beskrevs av Simon 1889. Theridion subvittatum ingår i släktet Theridion och familjen klotspindlar. Inga underarter finns listade i Catalogue of Life.